# 1751 год в музыке

## События
- 1751 считается годом начала классической эпохи в музыке.
- Начинается так называемая «Война буффонов» (фр. La Querelle des Bouffons), философско-музыковедческая дискуссия относительно достоинств французской и итальянской оперы, разделившая Париж на два лагеря.[1]
- Франческо Саверио Джеминиани издаёт в Лондоне трактат «Искусство игры на скрипке» (англ. The Art of Playing on the Violin).

## Классическая музыка
- Антуан Довернь — Concerts de Simphonies.
- Иоганн Себастьян Бах — «Искусство фуги» как часть Chorale prelude BWV 668a (посмертно).
- Джон Фрэнсис Уэйд (англ. John Francis Wade) — Cantus Diversi, включая Adeste Fideles.

## Опера
- Иоганн Адольф Хассе — «Узнанный Кир» (итал. Ciro riconosciuto).
- Франц Йозеф Гайдн — «Хромой бес» (нем. Der krumme Teufel; зингшпиль, первая опера композитора).
- Никколо Йомелли — La villana nobile; Ifigenia in Aulide.
- Жан-Филипп Рамо — «Аканте и Кефисс» (фр. Acante et Céphise).
- Джузеппе Сарти — «Помпей в Армении» (итал. Pompeo in Armenia).

## Родились
- 18 января — Фердинанд Кауэр, австрийский композитор и пианист (умер в 1831)
- 9 февраля — Антон Булландт, русский композитор и фаготист чешского происхождения (умер в 1821).[2]
- 5 марта — Ян Крштител Кухарж[англ.], чешский органист, мандолинист, клавесинист, композитор, педагог и оперный кондактор (умер в 1829).[3]
- 29 марта — Саппли Бэлчер (англ. Supply Belcher), американский певец, композитор и составитель «книг мелодий» (англ. tune books) (умер в 1836)
- дата неизвестна — Блас де Ласерна Ньева (исп. Blas de Laserna Nieva), испанский композитор (умер в 1816)

## Умерли
- 17 января — Томазо Джованни Альбинони, венецианский композитор и скрипач эпохи барокко (род. в 1671).
- 18 февраля — Джузеппе Маттео Альберти[англ.], итальянский композитор и скрипач эпохи барокко (род. в 1685).
- 20 мая — Доменек Терраделлас, испанский оперный композитор (род. в 1713).[4]
- 2 октября — Пьер Дюмаж, французский органист и композитор позднего барокко (род. в 1674).
- дата неизвестна — Генри Рейнгольд[англ.], английский певец немецкого происхождения (род. около 1690).